# Bersabe Grigorian
Bersabe Aleksandrowna Grigorian (ros. Берсабе Александровна Григорян, ur. 1916 we wsi Muslugi, zm. 2004 w Erywaniu) – działaczka partyjna i państwowa Armeńskiej SRR.

## Życiorys
Uczyła się w technikum, później studiowała na Wydziale Chemicznym Erywańskiego Instytutu Politechnicznego. Należała do WKP(b), pracowała przy budowie fabryki, później w erywańskiej fabryce syntetycznego kauczuku i następnie do 1940 w Państwowym Komitecie Planowania przy Radzie Komisarzy Ludowych Armeńskiej SRR. W 1940 została instruktorem Wydziału Przemysłu Chemicznego KC Komunistycznej Partii (bolszewików) Armenii, potem do 1943 kierowała Wydziałem Przemysłowo-Transportowym KC KP(b)A, następnie była zastępcą kierownika tego wydziału. Od 1947 do lipca 1950 była I sekretarzem rejonowego komitetu KP(b)A w Erywaniu, a od 5 lipca 1950 do 30 listopada 1953 sekretarzem KC KP(b)A/KPA, od 1950 do 1977 wchodziła w skład Komitetu Kobiet Radzieckich. Od 1954 do 1958 była zastępcą przewodniczącego Państwowego Komitetu Planowania Rady Ministrów Armeńskiej SRR, 1958-1967 przewodniczącą Armeńskiego Republikańskiego Towarzystwa Przyjaźni i Kontaktów Kulturowych z Zagranicą, a 1967-1982 wiceministrem przemysłu lokalnego Armeńskiej SRR, następnie przeszła na emeryturę. Była odznaczona Orderem „Znak Honoru”.